# Sardinella fijiense
Sardinella fijiense är en fiskart som först beskrevs av Fowler och Bean 1923.  Sardinella fijiense ingår i släktet Sardinella och familjen sillfiskar. IUCN kategoriserar arten globalt som livskraftig. Inga underarter finns listade i Catalogue of Life.